# Eleccions legislatives eslovenes de 2018
Les Eleccions legislatives eslovenes de 2018 se celebraren de manera anticipada el 3 de juny de 2018 per a renovar els 90 membres de l'Assemblea Nacional d'Eslovènia. El Partit Democràtic Eslovè va obtenir una còmoda victòria seguits per la nova Llista de Marjan Šarec. A destacar la gran baixada dels anteriors guanyadors del Partit del Centre Modern, baixant fins a 26 diputats, i el retorn a l'Assemblea del Partit Nacional Eslovè.

## Resultats
|                  |                                           |                                           |                                           |         |     |
| Partit           | Partit                                    | Vots                                      | %                                         | Escons  | +/– |
|                  | Partit Democràtic Eslovè                  | 222.042                                   | 24,92                                     | 25 / 90 | 4   |
|                  | Llista de Marjan Šarec                    | 112,250                                   | 12.60                                     | 13 / 90 | Nou |
|                  | Socialdemòcrates                          | 88.524                                    | 9,93                                      | 10 / 90 | 4   |
|                  | Partit del Centre Modern                  | 86.868                                    | 9,75                                      | 10 / 90 | 26  |
|                  | L'Esquerra                                | 83.108                                    | 9,33                                      | 9 / 90  | 3   |
|                  | Nova Eslovènia                            | 63.792                                    | 7,16                                      | 7 / 90  | 2   |
|                  | Partit d'Alenka Bratušek                  | 45.492                                    | 5,11                                      | 5 / 90  | 1   |
|                  | Partit Democràtic dels Pensionistes       | 43.889                                    | 4,93                                      | 5 / 90  | 5   |
|                  | Partit Nacional Eslovè                    | 37.182                                    | 4,17                                      | 4 / 90  | 4   |
|                  | Partit Popular Eslovè                     | 23.329                                    | 2,62                                      | 0       | 0   |
|                  | Partit Pirata                             | 19.182                                    | 2,15                                      | 0       | 0   |
|                  | Bon País                                  | 13.540                                    | 1.52                                      | 0       | Nou |
|                  | Verds d'Eslovènia                         | 9.708                                     | 1,09                                      | 0       | 2   |
|                  | Llista del periodista Bojan Požar         | 7.835                                     | 0,88                                      | 0       | 0   |
|                  | Per una Societat Saludable                | 5.548                                     | 0,62                                      | 0       | 0   |
|                  | Eslovènia Unida                           | 5.287                                     | 0,59                                      | 0       | 0   |
|                  | Esquerra Unida i Unitat                   | 5.072                                     | 0,57                                      | 0       | Nou |
|                  | Moviment Junts cap Endavant               | 4.345                                     | 0,49                                      | 0       | 0   |
|                  | Salva a Eslovènia de l'Elit i Magnats     | 3.672                                     | 0,41                                      | 0       | 0   |
|                  | Partit Econòmic Actiu                     | 3,132                                     | 0.35                                      | 0       | 0   |
|                  | Solidaritat - Per una Societat Justa!     | 2.184                                     | 0.25                                      | 0       | 0   |
|                  | Dreta Unida                               | 2.141                                     | 0,24                                      | 0       | 0   |
|                  | Partit Socialista d'Eslovènia             | 1.551                                     | 0,17                                      | 0       | 0   |
|                  | Partit del Poble Eslovè                   | 1.237                                     | 0,14                                      | 0       | 0   |
|                  | Endavant Eslovènia                        | 187                                       | 0.02                                      | 0       | 0   |
|                  | Minories nacionals italianes i hongareses | Minories nacionals italianes i hongareses | Minories nacionals italianes i hongareses | 2 / 90  | 0   |
| Vots nuls/blancs | Vots nuls/blancs                          | 10.357                                    | –                                         | –       | –   |
| Total            | Total                                     | 901.454                                   | 100                                       | 90      | –   |
| Participació     | Participació                              | 1,712,676                                 | 52.64                                     | –       | –   |
| Font: Volitve    |                                           |                                           |                                           |         |     |